# Daniel Frank Walls

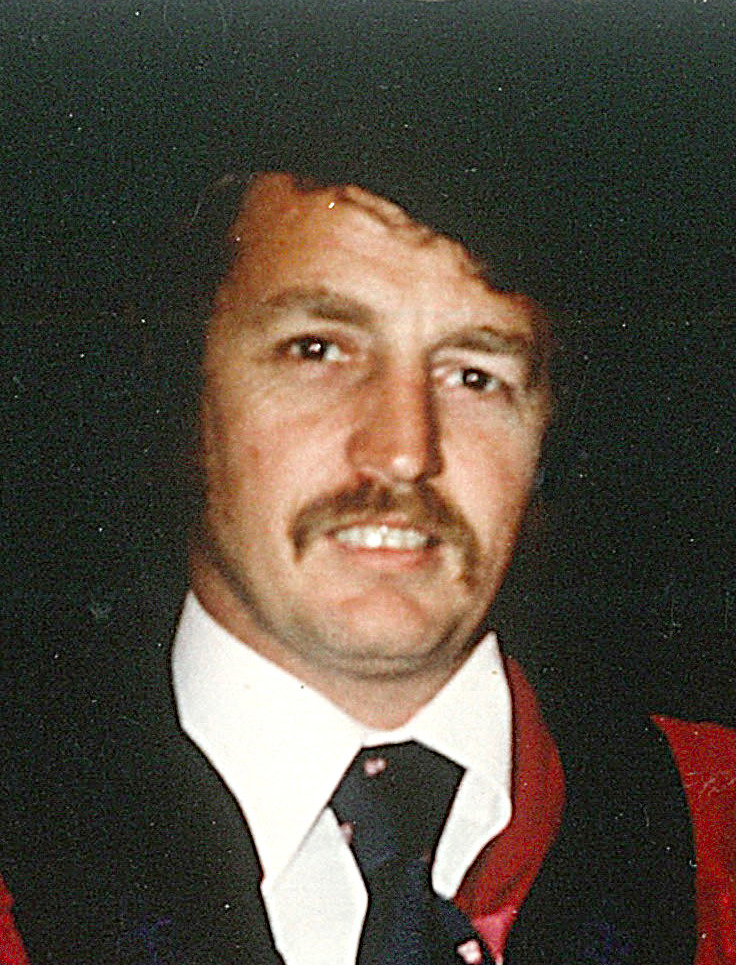
Daniel Frank Walls, 1977

Daniel Frank Walls (* 1942 in Neuseeland; † 12. Mai 1999 in Auckland) war ein neuseeländischer theoretischer Physiker, der sich mit Quantenoptik befasste.
Walls studierte Physik an der University of Auckland und wurde 1969 an der Harvard University bei Roy J. Glauber promoviert. Als Post-Doktorand war er in Auckland und Stuttgart und ab 1972 Senior Lecturer an der University of Waikato, wo er 1980 Professor wurde. Ab 1987 war er Professor für theoretische Physik an der University of Auckland. Er starb mit 57 Jahren an Krebs.
Er war ein führender Theoretiker nichtklassischer Eigenschaften von Licht (Quantenoptik). Mit seinem Studenten Howard Carmichael sagte er 1976  Photon Antibunching voraus und zeigte die Möglichkeit seiner Erzeugung (unabhängig von Leonard Mandel und anderen, die den Effekt zuerst 1977 beobachteten) und er war ein Pionier in der Theorie von Squeezed Light (wörtlich Gequetschtes Licht), das heißt Licht in dem zum Beispiel nur sehr geringe Amplituden-Fluktuationen vorkommen, dafür die Phase stark fluktuiert (nach der Unbestimmtheitsrelation Amplitude-Phase)  und umgekehrt.
Er leistete auch wichtige Beiträge zum Quanten-Meßprozess, zum Beispiel Experimente vom Schrödinger-Katzen-Typ (Überlagerung makroskopischer Wellenfunktionen) und Quantum-Nondemolition-Measurements (QND, zerstörungsfreie Quantenmessung), ursprünglich in den 1970er Jahren bei Gravitationswellenexperimenten vorgeschlagen (durch Braginsky u. a.), von Walls und andere auf die Quantenoptik übertragen.
Später befasste er sich mit Bose-Einstein-Kondensaten (BEC), wie die Interferenz quantisierter Wirbel und Josephson-gekoppelte BEC.
1981 wurde er Fellow der Royal Society of New Zealand und 1992 der Royal Society. 1990 erhielt er den Einstein Prize for Laser Science und 1995 die Dirac-Medaille (IOP). Er war Fellow der American Physical Society.

## Schriften
- mit Gerard J. Milburn Quantum Optics, Springer Verlag 2010, ISBN 978-3-642-06676-4